# Chester Starr
Chester G. Starr (Centralia, Missouri, 5 d'octubre de 1914 - Ann Arbor, Michigan, 22 de setembre de 1999) va ser un historiador dels Estats Units, autoritat en història antiga, l'art antic i l'arqueologia de la civilització grecoromana.

## Biografia
Va estudiar en la Cornell University, on va ser deixeble de Max Ludwig Wolfgang Laistner. Entre 1940 i 1953 va ser lecturer d'història en la Universitat d'Illinois en Urbana, passant aleshores a ser professor, càrrec que va ocupar fins al 1970. Després de trenta anys a Urbana, es va traslladar a la Universitat de Michigan a Ann Arbor on va exercir com a professor fins al 1973. Des de 1973 fins a 1985 va ocupar en aquesta última universitat la càtedra Bentley. L'any 1974 va contribuir a la creació de l'American Association of Ancient Historians, institució de la que va ser el primer president.
Durant la Segona Guerra Mundial va servir en la secció d'història de l'Exèrcit dels Estats Units, amb el quarter general del Cinquè Exèrcit a Itàlia, en el període entre 1942 i 1946. Com a resultat va escriure una compilació de nou volums amb el títol Fifth Army History, i un llibre de divulgació sobre això titulat From Salerno to the Alps (1948).
Entre les seves obres històriques hi ha vint-i-un llibres, dotzenes d'articles i més de cent ressenyes. La seva obra més coneguda com a manual universitari, A History of the Ancient World, es va anar reeditant amb ampliacions successives entre 1965 i 1991. La seva metodologia historiogràfica ha estat qualificada d'hegeliana, especialment a Civilization and the Caesars: the inteUectual revolution in the Roman Empire (1954). S'ha qualificat com a obra més important: The Origins of Greek Civilization (1961), en què desmunta la teoria nòrdica que pretenia interpretar els assoliments culturals grecs en termes d'una raça superior. El seu enfocament, centrat en els individus com agents del canvi històric, també s'oposa a la metodologia més prestigiosa de l'època: la de l'escola d'Annals i el concepte braudelià de longue durée.
Entre les seves altres obres destaquen: The Awakening of the Greek Historical Spirit (1968), Economic Growth of Early Greece (1977), The Beginnings of Imperial Rome: Rome in the Mid-Republic (1980), The Flawed Mirror (1983) o Past and Future in Ancient History (1987).